# Michael Tilson Thomas
Michael Tilson Thomas (Los Angeles, Californië, 21 december 1944) - alias MTT - is een Amerikaans dirigent, pianist en componist. Hij werd in 1995 aangesteld als elfde chef-dirigent van het San Francisco Symphony Orchestra.

## Biografie
Thomas is de zoon van Ted Thomas, een toneelmeester op Broadway en kleinzoon van de artiesten Boris en Bessie Thomashefsky. Zijn moeder Roberta was lerares geschiedenis.
Thomas studeerde aan de University of Southern California, onder andere bij Ingolf Dahl. Ook was hij als student van Friedlinde Wagner, muzikaal assistent en assistent-dirigent van het Bayreuth Festival.
Als dirigent debuteerde Thomas in 1969 bij het Boston Symphony Orchestra, waar hij William Steinberg, die onwel geworden was, verving. Hij bleef bij het orkest als assistent-dirigent tot 1974 en maakte er diverse opnamen voor Deutsche Grammophon (deze opnamen zijn later ook uitgebracht op CD). Van 1971 tot 1979 was hij dirigent van het Buffalo Philharmonic Orchestra waar hij voor Columbia Records in Buffalo opnamen maakte. Gedurende een groot deel van die periode nam hij als dirigent ook deel aan de Young People's Concerts van het New York Philharmonic. Van 1981 tot 1985 was hij eerste gastdirigent van het Los Angeles Philharmonic Orchestra. In 1987 richtte hij het New World Symphony Orchestra op in Miami, Florida. Dit orkest is een opleidingsinstituut voor begaafde jonge musici; in de doelstellingen van het orkest staat onder meer: “...to prepare highly-gifted graduates of distinguished music programs for leadership roles in orchestras and ensembles around the world.” Tot op heden is Michael Tilson Thomas sterk betrokken bij dit project, vooral als artistiek directeur. Van 1988 tot 1995 was hij chef-dirigent van het London Symphony Orchestra, en daarna was hij er de voornaamste gastdirigent. In 1995 werd hij chef-dirigent van het San Francisco Symphony Orchestra.
Thomas heeft een duidelijke voorkeur voor moderne Amerikaanse werken; zo nam hij de symfonieën van Charles Ives op (met het Concertgebouworkest) en maakte de eerste opname van Steve Reich' The Desert Music (1984). Reich' compositie The Four Sections (1987) werd in opdracht van het San Francisco Symphony Orchestra geschreven en opgedragen aan Michael Tilson Thomas. Het werk ging in San Francisco onder Thomas in première en hij nam het later op met het London Symphony Orchestra opgenomen voor Nonesuch. Hij staat ook bekend om zijn interpretaties van werken van Gustav Mahler en sinds de dood van Leonard Bernstein wordt hij als de voornaamste dirigent van composities van Aaron Copland beschouwd.
Enkele voorbeelden van Thomas' eigen composities zijn: From the Diary of Anne Frank (1990), Shówa/Shoáh (1995), waarin de atoombom op Hiroshima het onderwerp is; Poems of Emily Dickinson (2002); en Urban Legend (2002).
Thomas' opname uit 1976 van George Gershwins Rhapsody in Blue met de Columbia Jazz Band maakt niet alleen gebruik van het originele jazzbandarrangement (in tegenstelling tot het meer populaire symfonieorkestarrangement, dat uit 1942 dateert), maar het pianogedeelte werd gespeeld door de overleden componist, door middel van een pianorol die Gershwin in 1925 maakte.
Thomas is ook gastheer van drie een-uur durende documentaireachtige episodes en twee live-concerten van de televisieserie Keeping Score die in november 2006 door PBS op de radio werden uitgezonden. Deze uitzendingen zijn wel vergeleken met Leonard Bernsteins Young People's Concerts uit de jaren zestig.

## Prijzen en onderscheidingen
Grammy Award voor de beste orkestrale uitvoering
- 2006 7e symfonie van Mahler met het San Francisco Symphony
- 2003 6e symfonie van Mahler met het San Francisco Symphony
- 2000 L'Oiseau de Feu, Le Sacre du printemps en Perséphone van Igor Stravinsky met het Peninsula Boys Choir, het San Francisco Girls Chorus, het San Francisco Symphony en het San Francisco Symphony Chorus.
- 1997 Prokofjev: Romeo en Julia (scènes) met het San Francisco Symphony.

Grammy Award voor de beste klassieke album
- 2006 7e symfonie van Mahler met het San Francisco Symphony
- 2004 3e symfonie van Mahler met het San Francisco Symphony, en Kindertotenlieder.
- 2000 L'Oiseau de Feu, Le Sacre du printemps en Perséphone van Igor Stravinsky met het Peninsula Boys Choir, het San Francisco Girls Chorus, het San Francisco Symphony en het San Francisco Symphony Chorus.

Grammy Award voor de beste kooruitvoering
- 1976:  Carmina Burana, Orff met het Cleveland jongenskoor en het koor van het Cleveland Orchestra